# カビリアの夜
『カビリアの夜』（伊: Le Notti di Cabiria、英: Nights of Cabiria）は、1957年製作・公開、フェデリコ・フェリーニ監督のネオリアリズムイタリア映画。ジュリエッタ・マシーナ主演で描くヒューマン悲喜劇。第30回アカデミー賞では外国語映画賞を受賞した。
スティーヴン・ジェイ・シュナイダーの『死ぬまでに観たい映画1001本』に掲載されており、Rotten Tomatoesの支持率100%の映画のうちの１つでもある。
1960年代にはブロードウェイミュージカルとなり、『スイート・チャリティー』としてシャーリー・マクレーンでハリウッド・リメイクされた。

## 物語
毎日明るく生きる貧しい娼婦のカビリアは、ある日オスカーという男性に結婚を申し込まれる。

## キャスト
| 役名                 | 俳優                   | 日本語吹替    | 日本語吹替    |
| 役名                 | 俳優                   | フジテレビ版1 | フジテレビ版2 |
| -------------------- | ---------------------- | ------------- | ------------- |
| カビリア             | ジュリエッタ・マシーナ | 月まち子      | 初井言栄      |
| オスカー・ドノフォリ | フランソワ・ペリエ     | 矢島正明      | 大塚周夫      |
| ワンダ               | フランカ・マルツィ     | 中町由子      |               |
| アルベルト           | アメデオ・ナザーリ     | 中村正        |               |
| 催眠術師             | アルド・シルヴァーニ   |               |               |
| ジェシー             | ドリアン・グレイ       |               |               |

- フジテレビ版1：初回放送1964年4月6日『テレビ名画座』
- フジテレビ版2：初回放送1971年11月21日『サンデー洋画劇場』

## スタッフ
- 監督・脚本：フェデリコ・フェリーニ
- 製作：ディノ・デ・ラウレンティス
- 脚本：エンニオ・フライアーノ、トゥリオ・ピネッリ、ピエル・パオロ・パゾリーニ
- 撮影：アルド・トンティ
- 音楽：ニーノ・ロータ

## 関連事項
- 1957年の日本公開映画

## 註
1. ↑  “Le notti di Cabiria - 1957”. iicsofia.esteri.it. 2021年12月2日閲覧。